# Kazimierz Szpotański

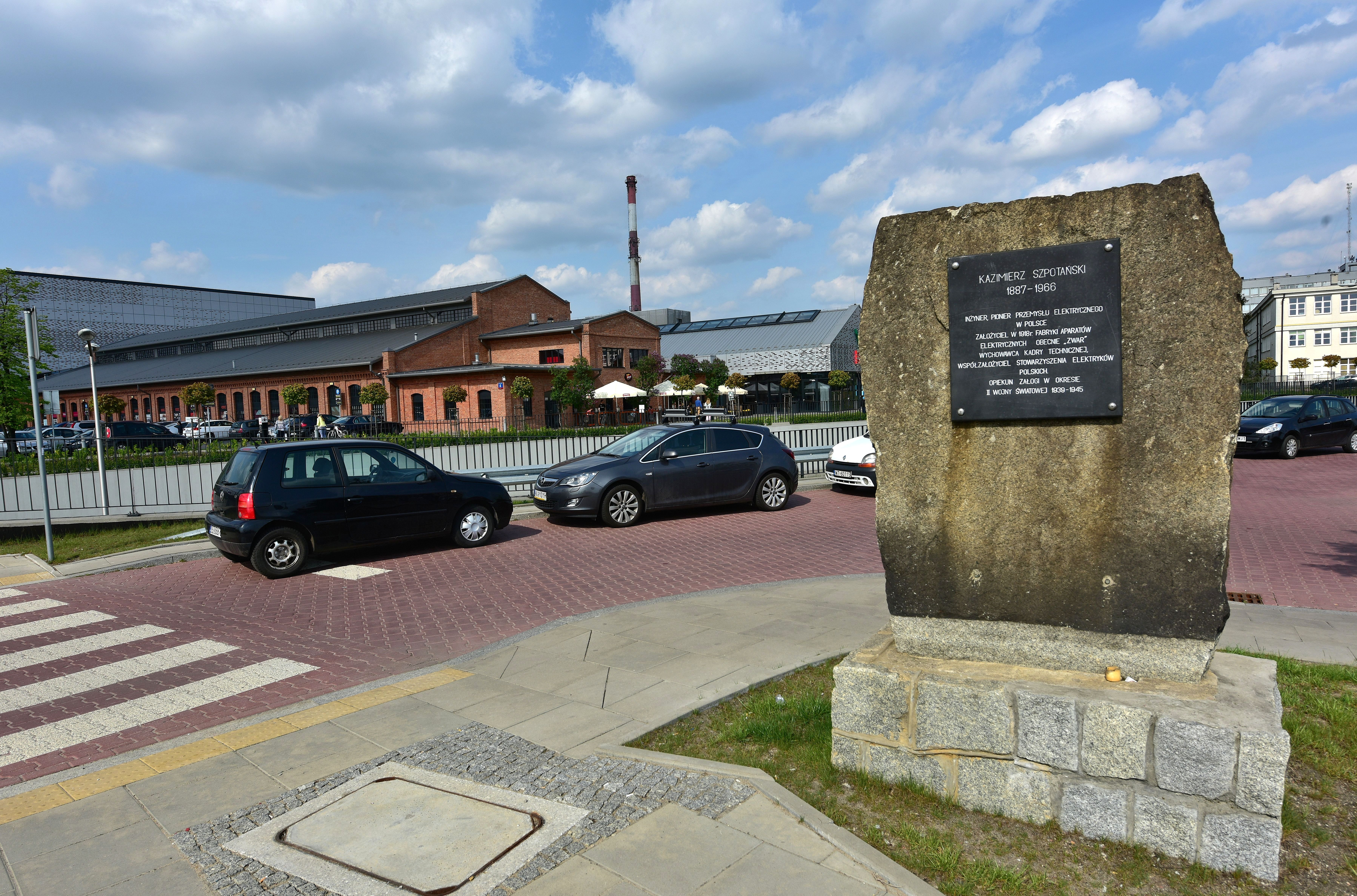
Kamień z tablicą upamiętniającą Kazimierza Szpotańskiego przy ulicy jego imienia, w pobliżu dawnej filii jego zakładów w Międzylesiu

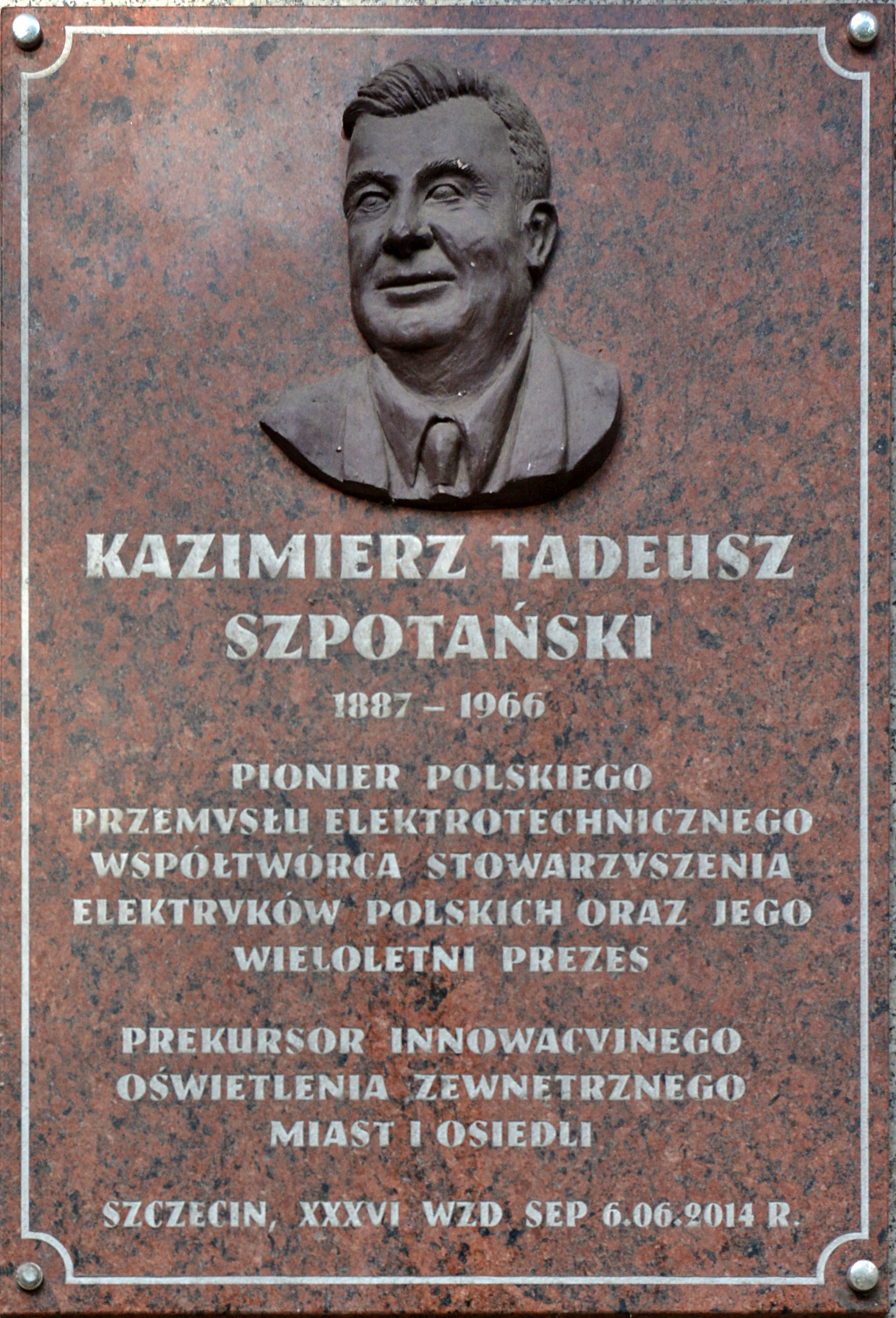
Tablica poświęcona Kazimierzowi Szpotańskiemu na ścianie budynku ENEA w Szczecinie przy ul. Malczewskiego

Kazimierz Tadeusz Szpotański (ur. 16 grudnia 1887 we Włocławku, zm. 10 lipca 1966 w Warszawie) – polski inżynier elektryk, pionier przemysłu aparatów elektrycznych.

## Życiorys
Był synem Kazimierza Romana i Jadwigi z Jezierskich. Ukończył szkołę średnią w Warszawie (1905). Początkowo studiował elektrotechnikę w Wyższej Szkole Technicznej w Mittweidzie (1905–1907), następnie w latach 1910–1911 na Wydziale Elektrycznym Politechniki w Charlottenburgu, uzyskując dyplom inżyniera elektryka. Po studiach pracował w firmie AEG w Berlinie (1911–1913), potem w Rydze, gdzie od podstaw zbudował i zorganizował dział budowy aparatów elektrycznych, oraz w oddziale tej firmy w Charkowie.
W listopadzie 1918 założył w Warszawie, w dwupokojowym lokalu przy ulicy Mirowskiej, Fabrykę Aparatów Elektrycznych K. Szpotański i Spółka i zaczął od produkcji włączników do światła. Warsztat ten, początkowo zatrudniający 2 ludzi, po przeniesieniu na Kamionek (w kwadrat obecnych ulic Kałuszyńskiej, Rybnej, Drewnickiej i Gocławskiej) bardzo szybko się rozrósł i stał się największym w przedwojennej Polsce przedsiębiorstwem produkującym aparaturę elektryczną. Inżynier Szpotański mówił, że produkcja w jego fabryce musi odpowiadać systemowi IEEN (jakości, ekonomii, estetyce i nowoczesności).

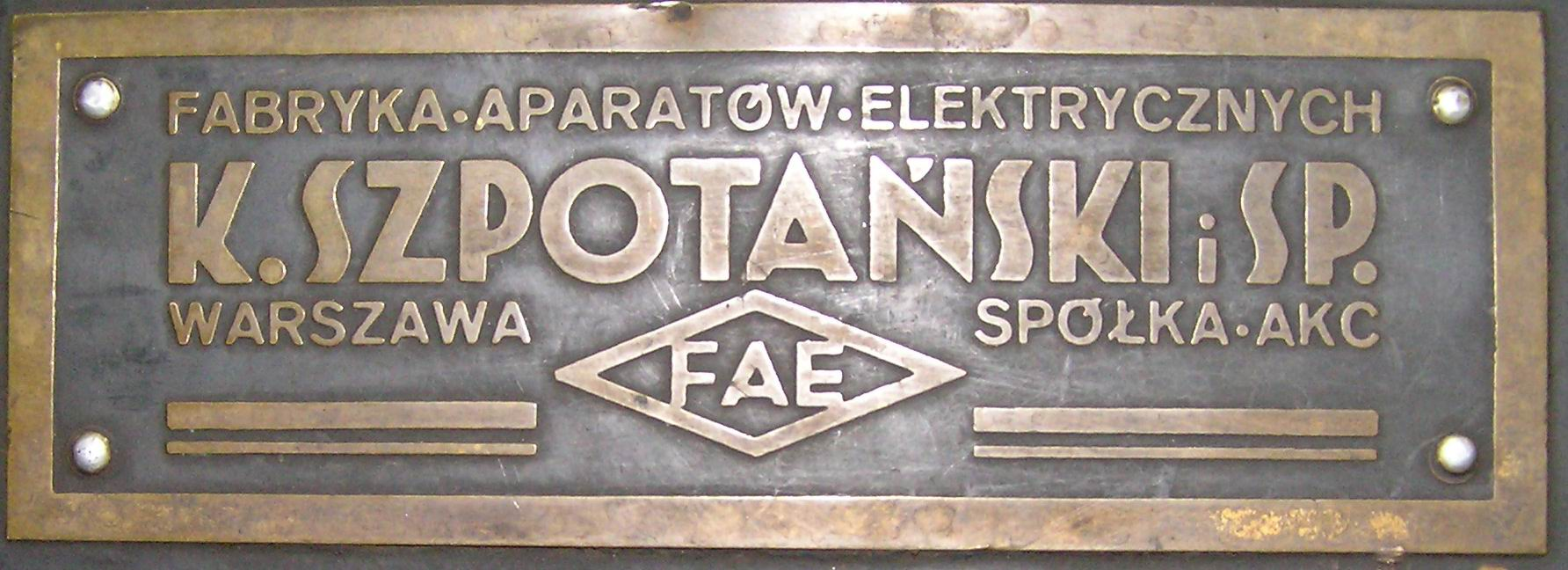
Tabliczka fabryki K. Szpotańskiego

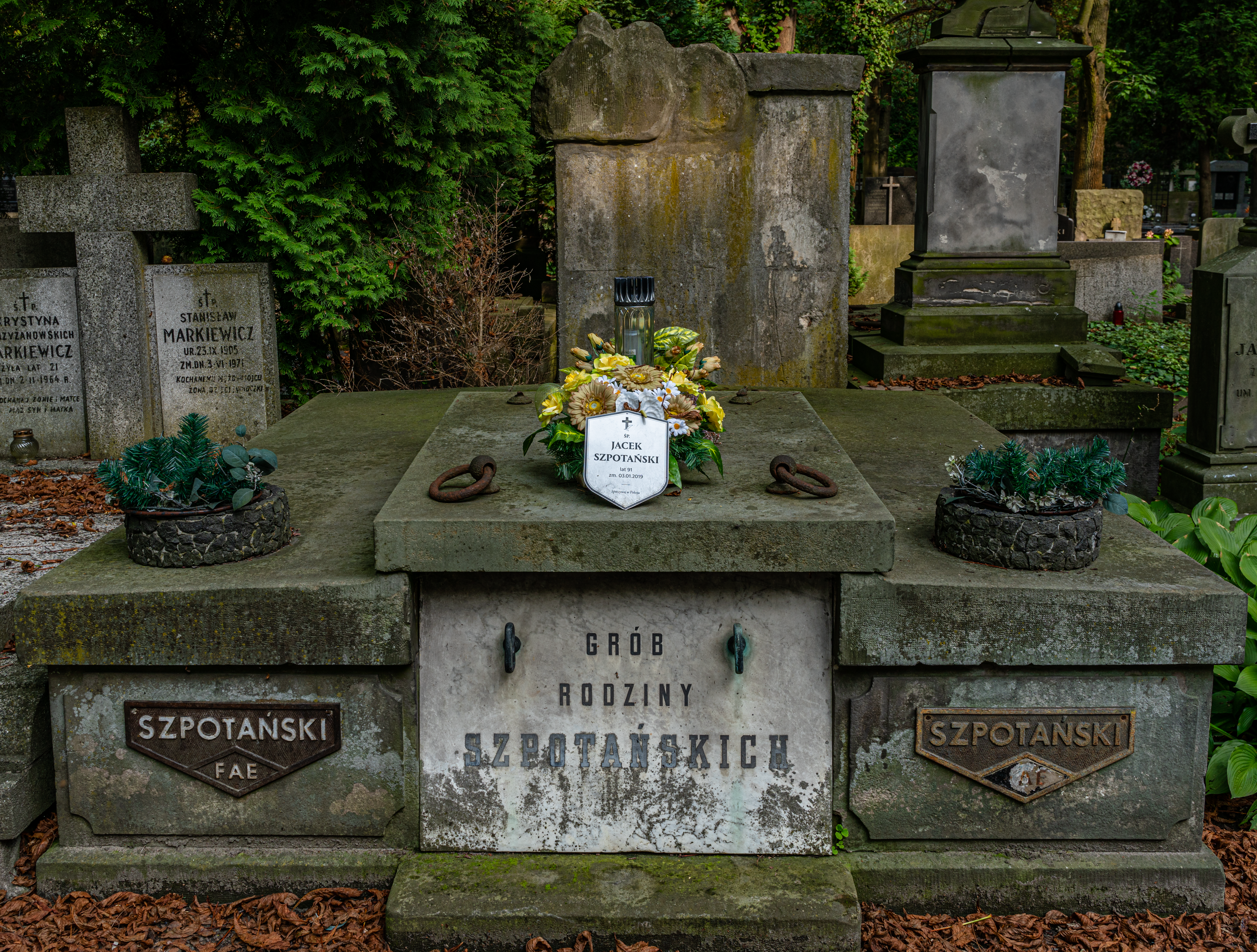
Grób Kazimierza Szpotańskiego na cmentarzu Powązkowskim

W 1919 r. był w gronie współzałożycieli Stowarzyszenia Elektryków Polskich (prezes w latach 1938–1939 i 1939–1946).
Na Powszechnej Wystawie Krajowej w Poznaniu w 1929 otrzymał Złoty Medal za „całokształt produkcji, a w szczególności za wprowadzenie wyrobu: liczników elektrycznych”.
W 1938 r. niektóre oddziały fabryki zostały przeniesione do Międzylesia, co możliwe było dzięki zamówieniom dla Centralnego Okręgu Przemysłowego. Przed wojną fabryka zatrudniała 1200 pracowników, w tym 100 inżynierów. Fabryka liczników funkcjonowała też w czasie okupacji, jednak 20 października 1944 została przejęta pod przymusowy zarząd tymczasowy.
Po II wojnie światowej został dyrektorem Państwowej Fabryki Aparatów Elektrycznych – fabryki otwartej na bazie znacjonalizowanej fabryki Szpotańskiego, późniejszych Zakładów Wytwórczych Aparatury Wysokiego Napięcia ZWAR w Warszawie i Międzylesiu. Fabryka ta zajmowała się głównie produkcją do ZSRR, po roku 1990 została sprzedana firmie ABB przyjmując nazwę ABB ZWAR.
Pod naciskiem władz komunistycznych Kazimierz Szpotański opuścił założony przez siebie, znacjonalizowany zakład.
Na terenie fabryki na Kamionku znajduje się Uniwersytet SWPS, a budynki w Międzylesiu zostały zaadaptowane na galerią handlową Ferio Wawer.
Od 1920 r. był mężem Marii z Miłkowskich (1897–1983), urzędniczki bankowej, mieli córkę Krystynę (ur. 1923) i syna Jacka (1927–2019).
Zmarł w Warszawie. Został pochowany na cmentarzu Powązkowskim (kwatera 53-6-8/9).
Stowarzyszenie Elektryków Polskich nadało Szpotańskiemu pośmiertnie najwyższe wyróżnienie SEP – tytuł członka honorowego SEP (1969).

## Ordery i odznaczenia
- Krzyż Oficerski Orderu Odrodzenia Polski (1959)
- Krzyż Kawalerski Orderu Odrodzenia Polski (11 listopada 1937)[3]

## Upamiętnienie
- Jego imieniem została nazwana ulica w Warszawie, w dzielnicy Wawer (przemianowano fragment ulicy Patriotów od ul. Żegańskiej do ul. Lucerny).
- Przy ulicy Szpotańskiego róg ul. Żegańskiej znajduje się głaz z tablicą pamiątkową[4].
- W 1969 na Zjeździe 50-lecia SEP został pośmiertnie wyróżniony najwyższą godnością stowarzyszeniową, mianowany Członkiem Honorowym SEP którą odebrali żona Maria i syn Jacek.
- W 1986 został ustanowiony medal im. Kazimierza Szpotańskiego.
- 17 sierpnia 2011, przed salą „C” w Warszawskim Domu Technika odsłonięto poświęconą inż. Kazimierzowi Szpotańskiemu pamiątkową tablicę, która była niegdyś wmurowana przed bramą Fabryki Aparatury Elektrycznej SA. w Międzylesiu k. Warszawy, późniejszym ZWAR.
- Uchwałą Zarządu Głównego SEP rok 2014 był ogłoszony Rokiem Kazimierza Szpotańskiego.
- W 2014 zostały odsłonięte tablice poświęcone Kazimierzowi Szpotańskiemu: na ścianie budynku ENEA w Szczecinie oraz w budynku głównym Szkoły Wyższej Psychologii Społecznej w Warszawie, mieszczącej się na terenie byłej fabryki Szpotańskiego na Kamionku.